# Ellingsenita
L'ellingsenita és un mineral de la classe dels silicats. Va ser anomenada en honor del mineralogista aficionat Hans Vidar Ellingsen.

## Característiques
L'ellingsenita és un element químic de fórmula química Na₅Ca₆Si₁₈O₃₈(OH)₁₃(H₂O)₆. Cristal·litza en el sistema triclínic. El seus cristalls tenen formes semblants a rombes, aplanats en [001] i allargats al llarg de [100] en garbes radiants, de fins a 3 mm. La seva duresa a l'escala de Mohs és 4. Està estructuralment relacionada amb la martinita i la girolita.

## Formació i jaciments
L'ellingsenita és un mineral de baixa temperatura trobat en vesícules en fonolita alterada tèrmicament. Va ser descoberta a les pedreres Aris, situades al districte de Windhoek (Khomas, Namíbia).